# L'ultima corsa (film 2002)
L'ultima corsa (Dead Heat) è un film del 2002 diretto da Mark Malone.